# William Matthew Merrick

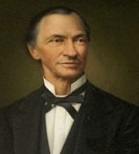
William Matthew Merrick

William Matthew Merrick (* 1. September 1818 bei Faulkner, Charles County, Maryland; † 4. Februar 1899 in Washington, D.C.) war ein US-amerikanischer Jurist und Politiker. Zwischen 1871 und 1873 vertrat er den Bundesstaat Maryland im US-Repräsentantenhaus; später wurde er Bundesrichter.

## Werdegang
William Merrick war der Sohn von US-Senator William Duhurst Merrick (1793–1857). Er studierte bis 1831 an der Georgetown University in der Bundeshauptstadt Washington. Nach einem anschließenden Jurastudium an der University of Virginia in Charlottesville und seiner 1839 erfolgten Zulassung als Rechtsanwalt begann er ab 1844 in Frederick in diesem Beruf zu arbeiten. Zwischen 1845 und 1850 war er stellvertretender Bezirksstaatsanwalt im Frederick County. Im Jahr 1854 zog er nach Washington, wo er von 1854 bis 1863 Richter am Bundesgericht (Circuit Court) für den Bundesbezirk District of Columbia war. Anschließend praktizierte er wieder als Anwalt in Maryland. Außerdem lehrte er in den Jahren 1866 und 1867 am Columbian College, der späteren George Washington University, das Fach Jura. Gleichzeitig schlug er als Mitglied der Demokratischen Partei eine politische Laufbahn ein. 1867 war er Delegierter auf einer Versammlung zur Überarbeitung der Verfassung von Maryland; im Jahr 1870 saß er im Abgeordnetenhaus von Maryland.
Bei den Kongresswahlen des Jahres 1870 wurde Merrick im fünften Wahlbezirk seines Staates in das US-Repräsentantenhaus in Washington gewählt, wo er am 4. März 1871 die Nachfolge von Frederick Stone antrat. Da er im Jahr 1872 nicht bestätigt wurde, konnte er bis zum 3. März 1873 nur eine Legislaturperiode im Kongress absolvieren. Nach dem Ende seiner Zeit im US-Repräsentantenhaus betätigte Merrick sich wieder als Rechtsanwalt. Zwischen 1885 und 1889 war er Richter am Bundesbezirksgericht für den District of Columbia. Er starb am 4. Februar 1889 in der Bundeshauptstadt Washington.